# Karl Koller
Pour les articles homonymes, voir Koller et Karl Koller (homonymie).
Karl Koller, né le 9 février 1929 et décédé le 24 janvier 2009, était un footballeur autrichien des années 1950 et 60.

## Biographie
Ce milieu de terrain a fait toute sa carrière au First Vienna FC de 1949 à 1966. Il a remporté un titre de champion d'Autriche en 1955.
Il a disputé les coupes du monde 1954 et 1958 avec l'Équipe nationale d'Autriche pour laquelle il compte 86 sélections et 5 buts (de 1952 à 1965).

## Notes et références

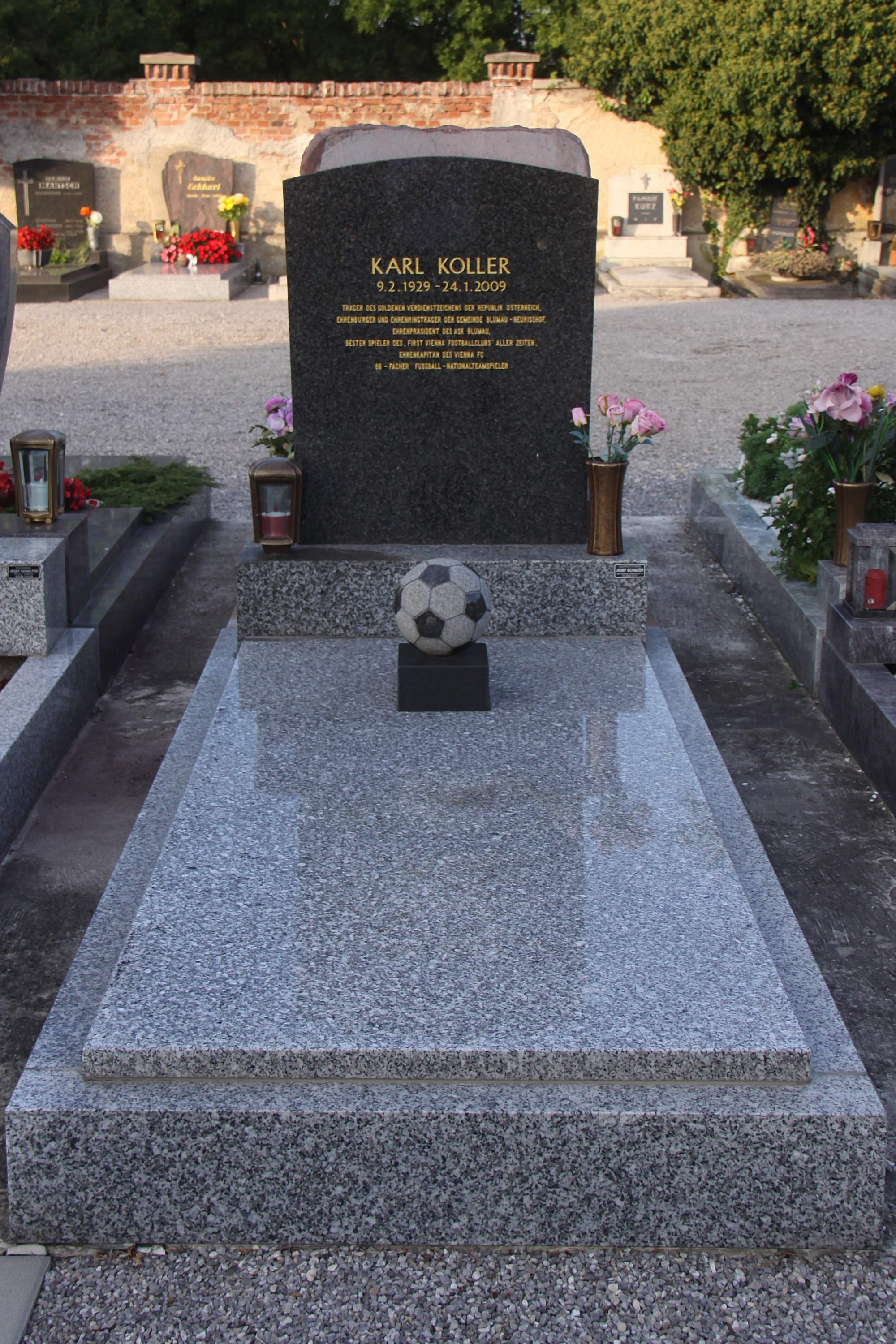
Tombe de Karl Koller (1929–2009)